# Muséum d'histoire naturelle de Genève
Dit overzicht is mogelijk incompleet; u kunt helpen door het uit te breiden.

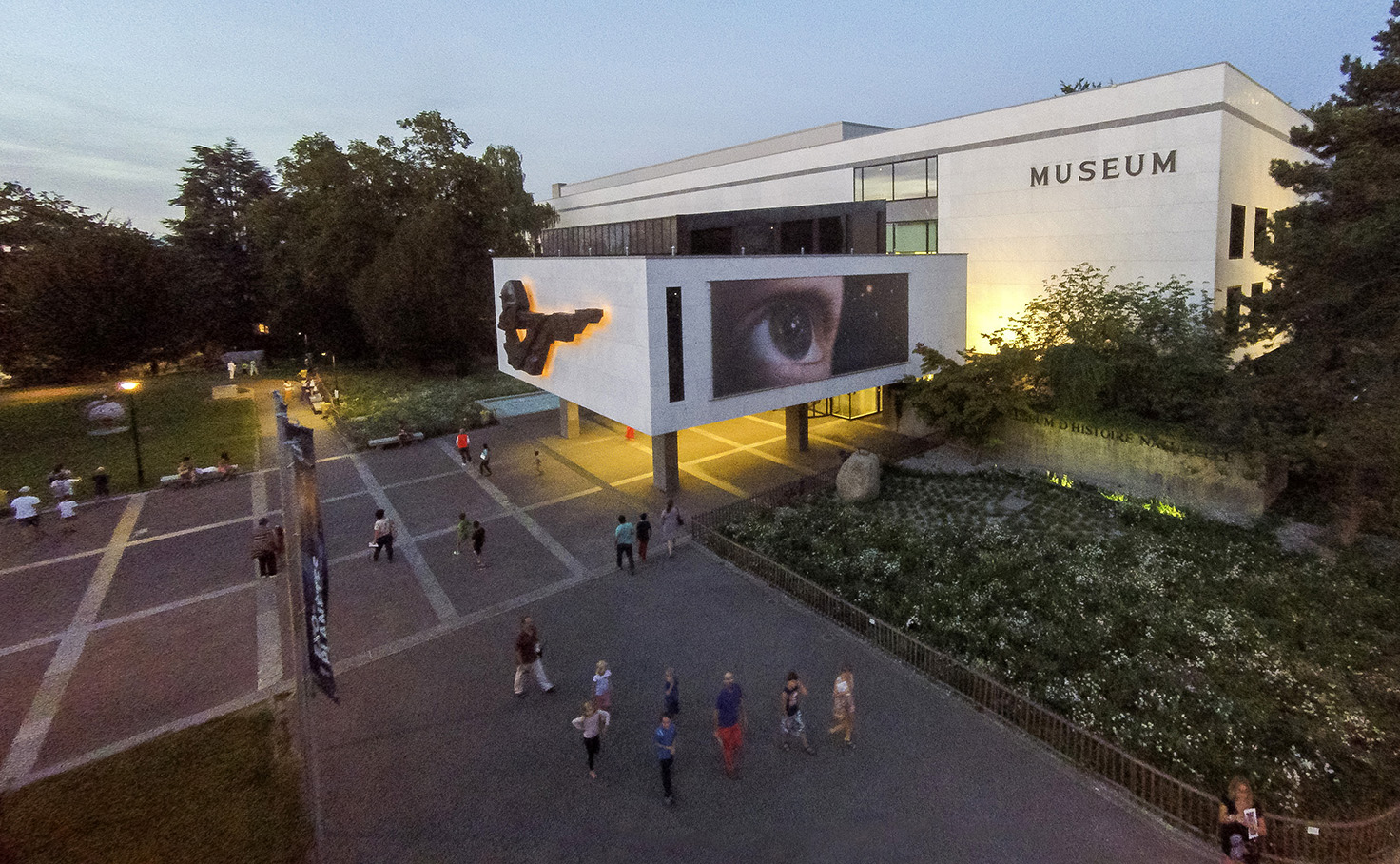
MHNG

Het Muséum d'histoire naturelle de Genève of MHNG is een museum in het Zwitserse Genève. Het natuurhistorisch museum werd al gesticht in 1794 en is sinds 1966 gehuisvest in het huidige museumgebouw in het Malagnou-park. In het museum worden onder andere de collecties (Hymenoptera, Coleoptera, Lepidoptera en Hemiptera) van Louis Jurine bewaard. De mascotte van het museum is de tweekoppige schildpad Janus.